# Imamura Sóhei
Imamura Sóhei (今村 昌平 Imamura Shōhei; Tokió, 1926. szeptember 15. – Tokió, 2006. május 30.) japán filmrendező és forgatókönyvíró. Imamura az egyetlen japán filmrendező, akinek kétszer is odaítélték az Arany Pálma díjat.

## Élete
Tokióban született, 1926-ban egy felső középosztálybeli orvos fiaként. 1945 után nem sokkal, a háborútól sújtott Japánban Imamura a feketepiac tevékenységeibe is belekóstolt, cigarettát és szeszesitalt árult. Életének ezen szakasza kihatott munkásságára: rendezőként inkább az alsóbb társadalmi rétegekre irányult a figyelme. A Vaszeda Tudományegyetemen európai történelmet hallgatott, emellett színházi és politikai tevékenységeket is folytatott. Imamura korai inspirációként tekint Akira Kurosawa A vihar kapujában (1951.) című filmjére, azt mondta, hogy a háború utáni időszakban a megnyilatkozás szabadságának jeleként értelmezte azt.
Miután 1951-ben végzett az egyetemen, rendezői pályafutását a Shochiku stúdióban, Ozu Yasujiró asszisztenseként kezdte: a Kora nyár, Az ocsazuka íze és a Tokiói történet című filmekben közreműködve. Imamura azonban nem értett egyet azzal, ahogy Ozu megjelenítette a japán társadalmat filmjeiben.
Habár stílusa nagyban különbözött Ozuétól, filmjeiben Imamura is arra koncentrált, amit ő a japán társadalomra leginkább jellemzőnek vélt. „Én mindig is a japán embereknek akartam kérdéseket feltenni, mert ők az egyedüliek, akiknek a leírására, ábrázolására alkalmas vagyok.”-mondta. Meglepődöttségét fejezte ki, hogy a filmjei a tengeren túl is elismertek.

## Nikkatsu
1954-ben kilépett Shochikuból, és - jobb fizetés reményében - átszerződött a Nikkatsu stúdióba. Itt Yuzo Kawashima asszisztenseként dolgozott és közreműködött Kawashima Bakumatsu taiyōden című filmjének forgatókönyvében. Társszerzője egy Kawashimáról szóló könyvnek, melyet Sayonara dake ga jinsei da -ként publikáltak.
1958-ban, a Nikkatsu stúdióban készítette el első filmjét, az Ellopott vágyat, amely egy kabuki színtársulat vidéki turnéját mutatja be. Ebben a művében Imamura belemerült néhány vitatott és bizarr témába, ez pedig filmkészítői munkásságának ismertetőjegyévé vált.
A Nikkatsu azonban nem lelkesedett a radikális szemléletmódját, s Imamurát könnyebb hangvételű filmek készítésére kényszerítette, amelyek persze nem elégítették ki a rendező alkotási vágyát.
Az 1961-es filmje, a Disznók és cirkálók egy erőszakos és mozgalmas történetet mutat be a yokosukai támaszponton tartózkodó amerikai hadseregről és annak a japán társadalom alacsonyabb rétegeivel való kapcsolatáról. A Nikkatsu, sokkolva a filmtől, annak Amerika-ellenes hangulatától, nem engedélyezett újabb projektet az elkövetkező két évben Imamura számára. A rendező következő filmjeiben, az 1963-as Rovarasszonyban és 1964-es Gyilkos vágyban sem vett vissza stílusából. Ezzel a három filmmel Imamura, mint erős és egyedi látásmódú rendező vonult be a köztudatba, s a japán új hullám egyik legjelentősebb alakjává vált.

## Imamura Productions
Hogy minden megkötés nélkül, szabadon alkothasson és választhasson témát, 1965-ben létrehozta saját cégét, az Imamura Productions-t. Az első önálló, független alkotása Akiyuki Nosaka 1963-as regényéből készült adaptáció volt, amely az Oszakai társadalom peremén élők életét mutatja be.
Az 1967-es Egy ember eltűnik című filmjében dokumentumfilmek által használt módszerek vegyítésével kísérletezett. A következő évtizedben filmjei sorozatos bukása után Imamura visszavonult, s kisebb, dokumentumfilmszerű műveket készített.

## 1970-es évek dokumentumfilmjei
A Japán háború utáni történet egy bárhölgy előadásában és a Karayukisan Imamura kedvenc témáját boncolgatja: erős nőkről szól, akik a japán társadalom peremén élnek. Az 1979-es, Enyém a bosszú című művével, amely egy sorozatgyilkost mutat be, visszatér a fikcióhoz - bár a film igaz történeten alapul.

## 1980-as évektől
Két nagyszabású remake következett: a Miért ne? és a Narayana balladája - utóbbi Keisuke Kinoshita azonos című művének átdolgozása.
Legidősebb fia, Daisuke Tengan is filmrendező és forgatókönyvíró lett, Imamura Az angolna (1997), Dr. Akagi (1998), Meleg víz egy piros híd alatt és 2001. szeptember 11. (2002) című filmjeinek forgatókönyvén ő dolgozott.

## Filmográfia
- Ellopott vágy (1958)
- Nishi Ginza Állomás (1958)
- Végtelen vágy (1958)
- Második bátyám (1959)
- Disznók és cirkálók (1961)
- Foundry Town (1962) (társíró)
- Rovarasszony (1963)
- Gyilkos vágy (1964)
- A pornográfusok (1966)
- Egy ember eltűnik (1967)
- Az istenek mély vágya (1968)
- Japán háború utáni története egy bárhölgy előadásában (1970)
- Karayuki-san (1975)
- Enyém a bosszú (1979)
- Miért ne? (Ee ja nai ka) (1981)
- Narayama balladája (1983, Arany Pálma)
- Zegen (1987)
- Fekete eső (1989)
- Az angolna (1997, Arany Pálma)
- Dr. Akagi (1998)
- Meleg víz egy piros híd alatt (2001)
- 2001. szeptember 11. (2002)